# 白沙洲乡
白沙洲乡，是中华人民共和国江西省上饶市鄱阳县下辖的一个乡镇级行政单位。

## 行政区划
白沙洲乡下辖以下地区：
内青村、曹家咀村、胡赵村、大塘村、礼恭脑村、车门村、创业村和汪家村。
汪家村
毗邻鄱阳湖。现有常居人口八百余人，汪姓居民占大多数，也有少部分他姓居民。